# Somewhere in Time
 (septembre 2020).
Si vous disposez d'ouvrages ou d'articles de référence ou si vous connaissez des sites web de qualité traitant du thème abordé ici, merci de compléter l'article en donnant les références utiles à sa vérifiabilité et en les liant à la section « Notes et références ».
Albums de Iron Maiden
Live After Death
(1985) Seventh Son of a Seventh Son
(1988)
Singles
1. Wasted Years
2. Stranger in a Strange Land

Somewhere in Time est le sixième album studio du groupe de heavy metal britannique Iron Maiden, sorti le 29 septembre 1986.

## L'album
L'album Somewhere in Time a atteint la troisième position des charts britanniques dès sa première semaine de parution. Depuis sa sortie, il a été certifié platine par la RIAA. Un million de copies ont été vendues aux États-Unis.
Contrairement à Bruce Dickinson dont toutes les compositions ont été rejetées par Steve Harris, Adrian Smith a participé activement à son écriture. Il a composé les deux singles de l'album, à savoir Wasted Years et Stranger in a Strange Land, et on le retrouve même au chant sur Reach Out (Face B de Wasted Years).
Cet album est le premier à utiliser des synthétiseurs, joués non pas aux claviers mais reliés par midi aux guitares et basse. Il est également un de leurs disques les plus chers, avec la basse et la batterie enregistrées dans les Bahamas, les guitares et les voix enregistrées aux Pays-Bas et le mixage à New York.

## Enregistrement
La production de l'album a duré environ six mois, entre le début des répétitions et le mixage final. Les répétitions se déroulent entre janvier et février 1986 à Jersey. Vient ensuite la section rythmique, les basses et les parties de batterie sont enregistrées entre mars et avril 1986 aux Compass Point Studios à Nassau aux Bahamas. 
Les guitares et les voix sont enregistrées entre mai et juin 1986 aux  Wisseloord Studios à Hilversum aux Pays-Bas, où le groupe utilise pour la première fois des guitares et basses synthétiseurs. Martin Birch, le producteur de l'album, procède au mixage final fin juin, début juillet 1986 aux Studios Electric Lady à New York. Trois mois ont été nécessaires pour les illustrations et la conception de Somewhere in Time, qui ont été réalisées par Derek Riggs.

## Pochette de l'album
La pochette de l'album fait l'objet d'un travail très recherché, en effet près de quarante références y figurent.
La pochette est souvent considérée par les fans comme la plus esthétique.